# Ян Цзиньцяо
Ян Цзиньця́о (кит. трад. 杨金桥, пиньинь Yáng Jinqiao) — китайский кёрлингист на колясках.
В составе сборной Китая по кёрлингу на колясках чемпион мира (2023). В составе смешанной парной сборной Китая по кёрлингу на колясках участник чемпионатов мира (лучший результат — серебряные призёры в 2024).
В «командном» кёрлинге на колясках (команда из четырёх человек) играет в основном на позиции второго.

## Достижения
- Чемпионат мира по кёрлингу на колясках: золото (2023).
- Чемпионат мира по кёрлингу на колясках среди смешанных пар: серебро (2024).

## Команды
| Сезон                                                                      | Четвёртый  | Третий        | Второй      | Первый  | Запасной                                    | Турниры               |
| -------------------------------------------------------------------------- | ---------- | ------------- | ----------- | ------- | ------------------------------------------- | --------------------- |
| 2022—23                                                                    | Ван Хайтао | Zhang Shuaiyu | Ян Цзиньцяо | Ли Нана | Чжан Минлян тренеры: Li Jianrui, Юэ Циншуан | ЧМК 2023              |
| Кёрлинг на колясках среди смешанных пар (wheelchair mixed doubles curling) |            |               |             |         |                                             |                       |
| 2023—24                                                                    | Ван Мэн    | Ян Цзиньцяо   |             |         | тренер: Ru Xia                              | ЧМКСП 2024            |
| 2024—25                                                                    | Ван Мэн    | Ян Цзиньцяо   |             |         | тренер: Ru Xia                              | ЧМКСП 2025 (10 место) |

(скипы выделены полужирным шрифтом)